# Melanie Ward
Melanie Ward, née à Helensburgh, est une personnalité politique britannique.

## Biographie
Melanie Ward naît à Helensburgh, sur le Firth of Clyde,.
En 2024, elle est élue députée.